# Parco naturale regionale Bosco e Paludi di Rauccio
Il parco naturale regionale Bosco e Paludi di Rauccio è un'area naturale protetta della Puglia estesa complessivamente su un'area di 1593 ettari istituita nel 2002.
18 ettari di terreno sono occupati da una lecceta, testimonianza residuale della "foresta di Lecce", un'area boschiva che nel medioevo si sviluppava in un'area compresa tra Lecce, la costa adriatica, Otranto e Brindisi. Limitrofa alla lecceta, vi è una zona paludosa denominata specchia della Milogna che copre una superficie di circa 90 ha; vi sono, poi, due bacini costieri, Idume e Fetida, di circa 4 ha, zone di modesta estensione di macchia mediterranea, di gariga e, infine, un tratto di costa esteso circa 4 km.
Da una tale vastità e varietà ambientale deriva una notevolissima ricchezza nella vegetazione. In particolare, nel fitto sottobosco della lecceta, crescono il lentisco, l'ilatro, l'alaterno, il mirto o ancora la salsapariglia e il caprifoglio mediterraneo. Tra le specie rare presenti nel parco sono da segnalare, inoltre, la presenza dell'orchidea palustre e, soprattutto, della periploca maggiore, specie a rischio di estinzione. Altrettanto varia è la presenza faunistica. Negli acquitrini che si formano nelle radure del bosco, è possibile osservare anfibi, quali il tritone italiano, il rospo smeraldino, la raganella italiana ed il tasso. Il parco è anche un sito di sosta per l'avifauna migratoria. Nella stagione primaverile vi stazionano upupe e tortore, mentre talvolta durante l'inverno, nel bacino dell'Idume è stata rilevata la presenza del cigno. Alcuni capanni posti come punti di osservazione consentono di ammirare la fauna presente.
Nell'area del parco, inoltre, si annoverano alcune emergenze architettoniche di rilevanza storico-artistica. Lungo il litorale vi sono due delle torri di avvistamento che, a partire dal Medioevo, erano edificate a scopo difensivo contro i Turchi; si tratta di Torre Rinalda e di Torre Chianca. Nella zona interna poi, insistono le masserie Barone Vecchio, risalente alla metà del XVI secolo e il complesso masserizio di Rauccio del XVII secolo, costituito dalla masseria, dalla Torre colombaia e dalla Cappella, della quale rimangono poche tracce. La masseria, recentemente restaurata ospita l'acquaterrario ed è la sede del WWF che qui svolge le attività di tutela e valorizzazione del parco.